# Little Colorado
La rivière Little Colorado (traduction littérale en français : « Petit Colorado », le mot colorado signifie « coloré » en espagnol), en anglais : Little Colorado River, est un des principaux affluents du Colorado, d'environ 507 kilomètres de long[réf. nécessaire], situé dans l'État d'Arizona aux États-Unis.

## Géographie
Le Little Colorado prend sa source dans l'est de l'Arizona, dans le sud-est du comté d'Apache, et il coule en direction du nord-ouest, à travers une série de gorges profondes. Il rejoint le Colorado au niveau du Grand Canyon, à 823 m d'altitude
, et mêle ses eaux couleur de turquoise à celles boueuses du Colorado. C'est la présence massive de composés chimiques qui donne à la rivière ce bleu extraordinaire durant la saison sèche.

### Bassin versant
Son bassin versant est de 69 000 km2 de superficie[réf. nécessaire]. Le bassin hydrographique du Little Colorado draine une grande partie du nord-est de l'Arizona et une partie de l'extrême ouest de l'État du Nouveau-Mexique. Il s'agit d'une région semi-aride d'environ 2 000 kilomètres carrés située dans le centre-est de l'arizona, au sud du plateau du Colorado. Selon les différentes zones, l'altitude moyenne dans le bassin varie entre 1 200 mètres dans le nord et 2 600 mètres plus au sud, avec des sommets pouvant dépasser les 3 000 mètres dans les White Mountains.

## Le parcours du Little Colorado

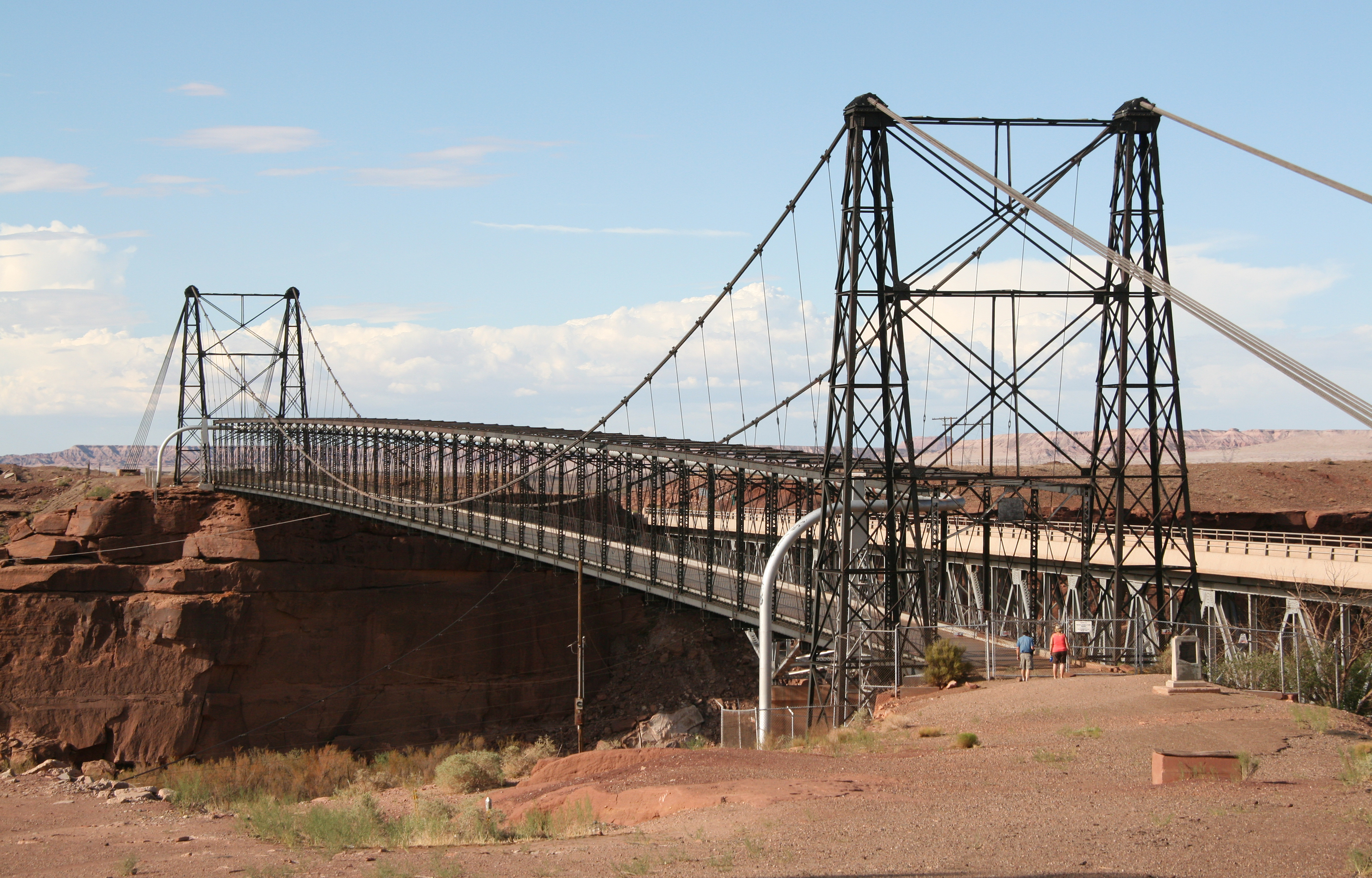
Le pont suspendu de Cameron.

Le parcours du Little Colorado traverse une grande partie de Painted Desert dont il constitue le principal cours d'eau.
- Le Little Colorado prend sa source dans les White Mountains (en) dans le comté d'Apache [34° 00′ 00″ N, 109° 20′ 00″ O], une chaîne montagneuse aux forêts luxuriantes qui tranche avec les paysages souvent arides de l'Arizona. À sa sortie des White Mountains, au sud des villes de Eagar et Springerville, son parcours est principalement orienté vers le nord jusqu'à St Johns, le long de la route fédérale 491 (en anglais U.S. Route 491), autrefois route 666. Un barrage a été construit sur ce tronçon, afin de servir à l'irrigation des terres. Le lac de barrage créé est connu en anglais sous le nom de Lyman Reservoir (en), et elle constitue un parc national de l'Arizona (en anglais : Lyman Lake State Park) [34° 22′ 00″ N, 109° 23′ 00″ O].

- Après St Johns le cours bifurque vers l'ouest et légèrement vers le nord jusqu'à Holbrook, le long de la route fédérale 180 (U.S. Route 180), puis jusqu'à Winslow, le long de l'autoroute fédérale Interstate 40. Toute cette région est semi-aride avec une végétation essentiellement composée de buissons éparpillés, tandis qu'une bande étroite de végétation herbeuse encadre le cours de la rivière (zone riparienne)[2].

- Après Winslow le cours s'oriente plus nettement vers le nord-ouest jusqu'au nord de Cameron [35° 51′ 19″ N, 111° 25′ 17″ O] où il est traversé par la route fédérale 89 (U.S. Route 89). Il suit alors le parcours de la route locale 64 (State Route 64) vers l'ouest où il creuse un canyon dans un environnement de plus en plus désertique et aride. Après Cameron, il est possible de s'approcher à pied tout au bord du canyon et la vue sur le fleuve qui coule en contrebas est particulièrement spectaculaire (ce lieu est nommé en anglais Little Colorado River Gorge) [35° 56′ 28″ N, 111° 39′ 00″ O].

- La rivière s'oriente ensuite plus franchement vers le nord, pour rejoindre le Colorado dans le Grand Canyon [36° 11′ 34″ N, 111° 47′ 59″ O].

## Hydrologie
Son module s'élève en moyenne à 4,2 m3/s[réf. nécessaire], mais il est très irrégulier selon les périodes.

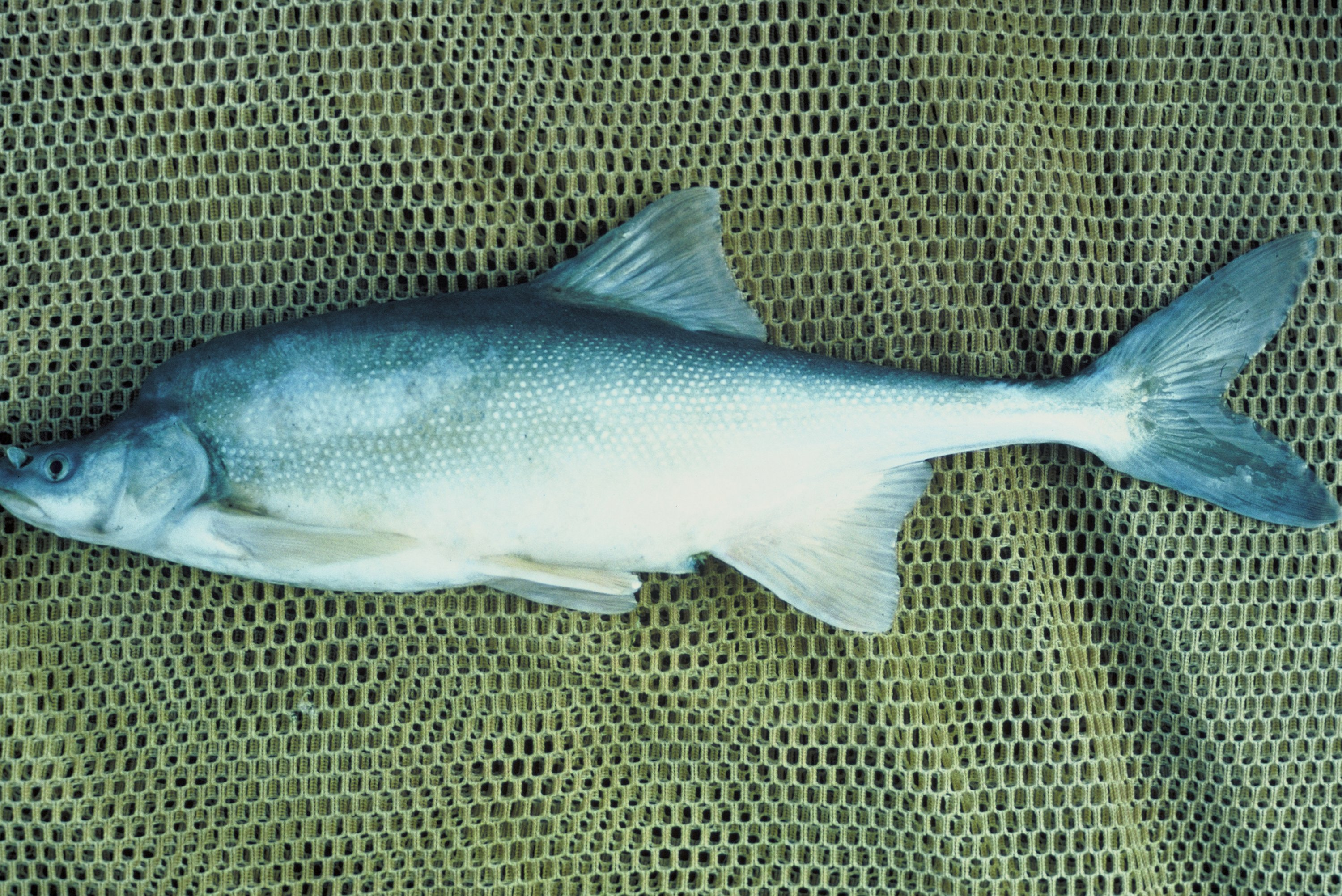
le gila cypha en danger

## Écosystème

### Faune
Le Little Colorado abrite un poisson très rare, le « humpback chub ». Ce poisson, dont le nom scientifique est « gila cypha », est considéré comme étant en danger par les autorités locales.